# Åke Edwardson
Karl Åke Peter Edvardsson noto come Åke Edwardson (Eksjö, 10 marzo 1953) è uno scrittore e giornalista svedese.
È stato anche insegnante alla Scuola di giornalismo di Göteborg.

## Biografia
Åke Edwardson è cresciuto a Sävsjö e Vrigstad, e ha lavorato dapprima come falegname e poi come addetto stampa per le Nazioni Unite in Medio Oriente e giornalista. Nel 1994 ha contribuito alla stesura del libro di testo Göra tidning.
Nel 2009, ha avuto l'acufene ed è entrato in crisi, facendo ammalare anche il suo personaggio principale, il Commissario Winter, della stessa malattia.
Dal 1977 è sposato con Rita Lejtzén Edwardson, nata nel 1952. Ha due figlie, nate nel 1978 e nel 1982.

### Produzione letteraria
Edwardson ha debuttato come scrittore nel 1995 e ha ricevuto il premio esordienti della Svenska Deckarakademin per Till allt som varit dött (non pubblicato in Italia). In Il passo della morte/Balla con l'angelo (1997), ha introdotto il commissario Erik Winter come personaggio principale.
I romanzi polizieschi di Edwardson si svolgono in gran parte nella zona di Göteborg, ma alcune scene sono tratte dai luoghi intorno a Sävsjö e Vrigstad.
I libri su Erik Winter sono diventati una serie televisiva (intitolata Kommissarie Winter), con Johan Gry nella parte del commissario Winter.
Alla fine di Den sista vintern (2008, non pubblicato in Italia), Edwardson fece credere ai lettori che Winter stava affogando in una piscina in Spagna e dovette aggiungere un capitolo in più nella versione tascabile. Successivamente ha scritto altri libri con Winter come protagonista. Ha anche scritto altri libri di narrativa, tra cui diversi libri per ragazzi.

## Opere
- Il passo della morte (Erik Winter 1) - traduzione di Giorgio Puleo, Mondadori, Milano, 1999 (successivamente ripubblicato con il titolo Balla con l'angelo da Sperling&Kupfer e Baldini e Castoldi)
- Il cielo è un posto sulla terra (Erik Winter 5) - traduzione di Carmen Giorgetti Cima, B. C. Dalai, Milano, 2010
- Grida da molto lontano (Erik Winter 2) - traduzione di Renato Zatti e Gabriella Bonalumi, Dalai, Milano, 2011
- Luce e ombra (Erik Winter 3) - traduzione di Renato Zatti, Dalai, Milano, 2012
- Senza fine (Erik Winter 4) - traduzione di Giorgio Puleo e Gabriella Bonalumi, Dalai, Milano, 2012
- Vela di pietra (Erik Winter 6) - traduzione di Ida Montrasio, Dalai, Milano, 2013
- Bungalow - traduzione di Stefania Forlani e Giulia Pillon, Baldini+Castoldi, Milano, 2020

## Premi e riconoscimenti
Il romanzo Il passo della morte (Balla con l'angelo) ha vinto nel 1997 il Premio svedese per la letteratura gialla, conferito dalla Svenska Deckarakademin. Nel 2001, ha ottenuto lo stesso riconoscimento per Il cielo è un posto sulla terra.